# Усов, Адриан Владимирович
Адриан (Андриан) Владимирович Усов (27 мая 1868 — не ранее 22 августа 1917) — генерал-майор Русской императорской армии, участник русско-японской и Первой мировой войн, Георгиевский кавалер.

## Биография
Происходил из дворян Петербургской губернии. Среднее образование получил в 3-й Санкт-Петербургской гимназии. 31 августа 1886 года поступил в Михайловское артиллерийское училище, после окончания которого 10 августа 1889 года произведён в подпоручики в 8-ю конно-артиллерийскую батарею с прикомандированием к Гвардейской конно-артиллерийской бригаде, в которую и был переведён в следующем году. В 1893 году произведён в поручики гвардии.
В 1892 году поступил в Николаевскую академию Генерального штаба. После окончания по 1-му разряду дополнительного курса академии 20 мая 1895 года «за отличные успехи в науках» произведён в штабс-капитаны гвардии. Причислен к Генеральному штабу по Киевскому, а позже — по Варшавскому военному округу.
9 августа 1896 года переведён в Генеральный штаб с переименованием в капитаны Генерального штаба и назначен обер-офицером для особых поручений при штабе 5-го армейского корпуса. 6 мая 1898 года назначен старшим адъютантом при штабе 6-й кавалерийской дивизии. Для ознакомления со строевой службой с 17 октября 1897 года по 17 октября 1898 года командовал эскадроном в 39-м драгунском Нарвском полку.
9 апреля 1900 года произведён в подполковники Генерального штаба и назначен штаб-офицером для особых поручений при штабе 14-го армейского корпуса, но уже 19 мая переведён на ту же должность в штаб 2-го Кавказского армейского корпуса. 24 ноября 1901 года назначен штаб-офицером для особых поручений при командующем войсками Кавказского военного округа. С 10 мая по 10 сентября 1904 года «для ознакомления с общими требованиями управления и ведения хозяйства» состоял в прикомандировании к 27-му драгунскому Киевскому полку.
20 ноября 1904 года назначен исправляющим должность начальника штаба сводной Кавказской казачьей дивизии. 6 декабря 1904 года произведён в полковники Генерального штаба с утверждением в должности начальника штаба. В апреле 1905 года в составе дивизии прибыл на театр военных действий русско-японской войны. Исполнял обязанности начальника штаба отряда генерала Мищенко, с сентября 1905 года временно командовал 1-м Кизляро-Гребенским полком Терского казачьего войска из состава своей дивизии. За отличия в делах против японцев награждён двумя орденами с мечами.
После возвращения с Дальнего Востока и расформирования сводной дивизии назначен 10 мая 1906 года начальником штаба 28-й пехотной дивизии. 22 февраля 1907 года назначен начальником штаба 3-й кавалерийской дивизии, а 17 июля того же года — начальником штаба 23-й пехотной дивизии. Для выполнения строевого ценза с 20 мая по 20 июля 1907 года был прикомандирован к артиллерии, а с 1 мая по 31 августа 1908 года командовал батальоном в 90-м пехотном Онежском полку.
13 декабря 1908 года получил в командование 2-й Финляндский стрелковый полк. 24 сентября 1913 года произведён в генерал-майоры Генерального штаба и назначен командиром лейб-гвардии 3-го стрелкового Его Величества полка, во главе которого вступил в Первую мировую войну.
3 января 1915 года награждён орденом Святого Георгия 4-й степени:
за то, что в бою 21-го сентября 1914 г. под городом Опатовым, прикрывая отход других войск, и, окруженный сильнейшим противником, пробился штыками, не оставив противнику трофеев.
Тем же приказом от 3 января 1915 года награждён Георгиевским оружием:
за то, что в бою 28-го августа 1914 г., командуя колонной в составе полка и батареи, с боя захватил укрепленную позицию, которую удерживал до конца боя, способствуя тем успеху общего дела.
17 декабря 1915 года назначен командиром 1-й бригады Гвардейской стрелковой дивизии, 29 октября 1916 года — командующим 22-й пехотной дивизией. 22 августа 1917 года снят с должности и зачислен в резерв чинов при штабе Двинского военного округа.

## Семья
Был женат. Сын — Борис, прапорщик гвардейской конной артиллерии, участник Белого движения в рядах Вооружённых сил Юга России, в 1920 году эвакуировался, в эмиграции проживал в Праге.

## Награды
Имел награды:
- орден Святого Станислава 3-й ст. (1898);
- орден Святой Анны 3-й ст. (1902);
- орден Святого Станислава 2-й ст. с мечами (1906);
- орден Святой Анны 2-й ст. с мечами (1906);
- орден Святого Владимира 4-й ст. (1908);
- орден Святого Владимира 3-й ст. (6 декабря 1911 года);
- орден Святого Георгия 4-й ст. (3 января 1915 года);
- Георгиевское оружие (3 января 1915 года);
- мечи к ордену Святого Владимира 3-й ст. (15 января 1915 года);
- орден Святого Станислава 1-й ст. с мечами (январь 1915 года);
- орден Святой Анны 1-й ст. с мечами (10 мая 1915 года);
- мечи и бант к ордену Святого Владимира 4-й ст. (11 июня 1915 года);
- орден Святого Владимира 2-й ст. с мечами (26 ноября 1916 года).